# Роспильози, Феличе
Феличе Роспильози (итал. Felice Rospigliosi; 19 февраля 1639, Пистойя, Великое герцогство Тосканское — 9 мая 1688, Рим, Папская область) — итальянский куриальный кардинал. Племянник Папы Климента IX, брат кардинала Джакомо Роспильози. Архипресвитер патриаршей Либерийской базилики с 1 января 1686 по 9 мая 1688. Кардинал-дьякон с 16 января 1673, с титулярной диаконией Санта-Мария-ин-Портико-Кампителли с 27 февраля по 17 июля 1673. Кардинал-дьякон с титулярной диаконией Сант-Анджело-ин-Пескерия с 17 июля 1673 по 12 января 1685. Кардинал-дьякон с титулярной диаконией Сант-Эустакьо с 12 января по 1 октября 1685. Кардинал-дьякон с титулярной диаконией Санта-Мария-ин-Козмедин с 1 октября 1685 по 30 сентября 1686. Кардинал-дьякон с титулярной диаконией Сант-Агата-алла-Субурра с 30 сентября 1686 по 9 мая 1688.